# Germinal Vidal
Germinal Vidal (Barcelona, 6 de enero de 1915 – 19 de julio de 1936) fue un político y sindicalista comunista español, dirigente juvenil del Bloque Obrero y Campesino (BOC) y del Partido Obrero de Unificación Marxista (POUM). 
Ingresó en el BOC a principios de 1931. Hijo de una familia de clase trabajadora, comenzó a trabajar como conductor en el Puerto de Barcelona, siendo elegido pronto presidente del sindicato. En el mismo periodo fue elegido también miembro del Comité Central de la Juventud Comunista Ibérica (JCI).
En el congreso celebrado en marzo de 1934 fue elegido secretario general de la JCI. Durante este periodo se estrecharon los lazos con las Juventudes Socialistas de España y se propugnó la Alianza Obrera, debiendo pasar a la clandestinidad tras la derrota de la Revolución de octubre de 1934. 
Con la fundación del POUM en septiembre de 1935, la JCI pasó a ser su organización juvenil, creando un periódico propio, Juventud Comunista, y viviendo un fuerte auge durante los primeros meses de 1936. El 19 de julio de 1936, mientras combatía como miliciano la sublevación militar franquista en Barcelona, murió en la Plaza de la Universidad de la capital de Cataluña. Fue sustituido en el cargo de secretario general por Wilebaldo Solano.